# Aland (gmina)
Aland – gmina w Niemczech, w kraju związkowym Saksonia-Anhalt, w powiecie Stendal, wchodzi w skład gminy związkowej Seehausen (Altmark). Powstała 1 stycznia 2010 z połączenia gmin Aulosen, Krüden, Pollitz i Wanzer. 1 września tego samego roku do gminy wcielono Wahrenberg.
Najbardziej na północ położona gmina kraju związkowego.